# USS Dyer (DD-84)
USS Dyer (DD-84) – amerykański niszczyciel typu Wickes. Jego patronem był Nehemiah Dyer.
Stępkę okrętu położono 	26 września 1917 w stoczni Fore River Shipbuilding Company w Quincy (Massachusetts). Zwodowano go 13 kwietnia 1918, matką chrzestną była Virginia Blackmur. Jednostka weszła do służby w US Navy 1 lipca 1918, jej pierwszym dowódcą był Commander F. H. Poteet.
Okręt był w służbie w czasie I wojny światowej. Działał jako jednostka eskortowa na wodach europejskich, po wojnie na Morzu Śródziemnym.
Po I wojnie światowej okresy służby przeplatał okresami pozostawania w rezerwie.
Wycofany ze służby 7 czerwca 1922 został sprzedany na złom 8 września 1936.